# Nowe Hajduki
Nowe Hajduki (Hajduki Nowe) – (niem. Neu-Heiduk) dawna osada robotnicza i gmina wiejska, która w 1934 roku stała się częścią Chorzowa.

## Historia
Nowe Hajduki były stosunkowo młodą osadą, której początek sięga 1857 roku. W 1869 roku na obszarze osady założono rządową kopalnię węgla kamiennego Bismarckschacht (późniejsza pol. Król-Piast), zamknięto ją w 1928 roku ze względów ekonomicznych; pod koniec lat 30. XX wieku zakład był zlikwidowany, zabudowania rozebrane, a szyby zamurowane, wydobycie kontynuowano jednak wykorzystując inne szyby.
Zabudowa osady składała się głównie z jednopiętrowych domów krytych papą. W 1885 roku wzniesiono budynek szkoły, w której mieściło się początkowo 6 sal. Na terenie gminy wybudowano również szpital Spółki Brackiej (późniejszy szpital im. dr. Andrzeja Mielęckiego), który mieścił początkowo 120 łóżek, przez co uchodził wówczas za największy na Górnym Śląsku.

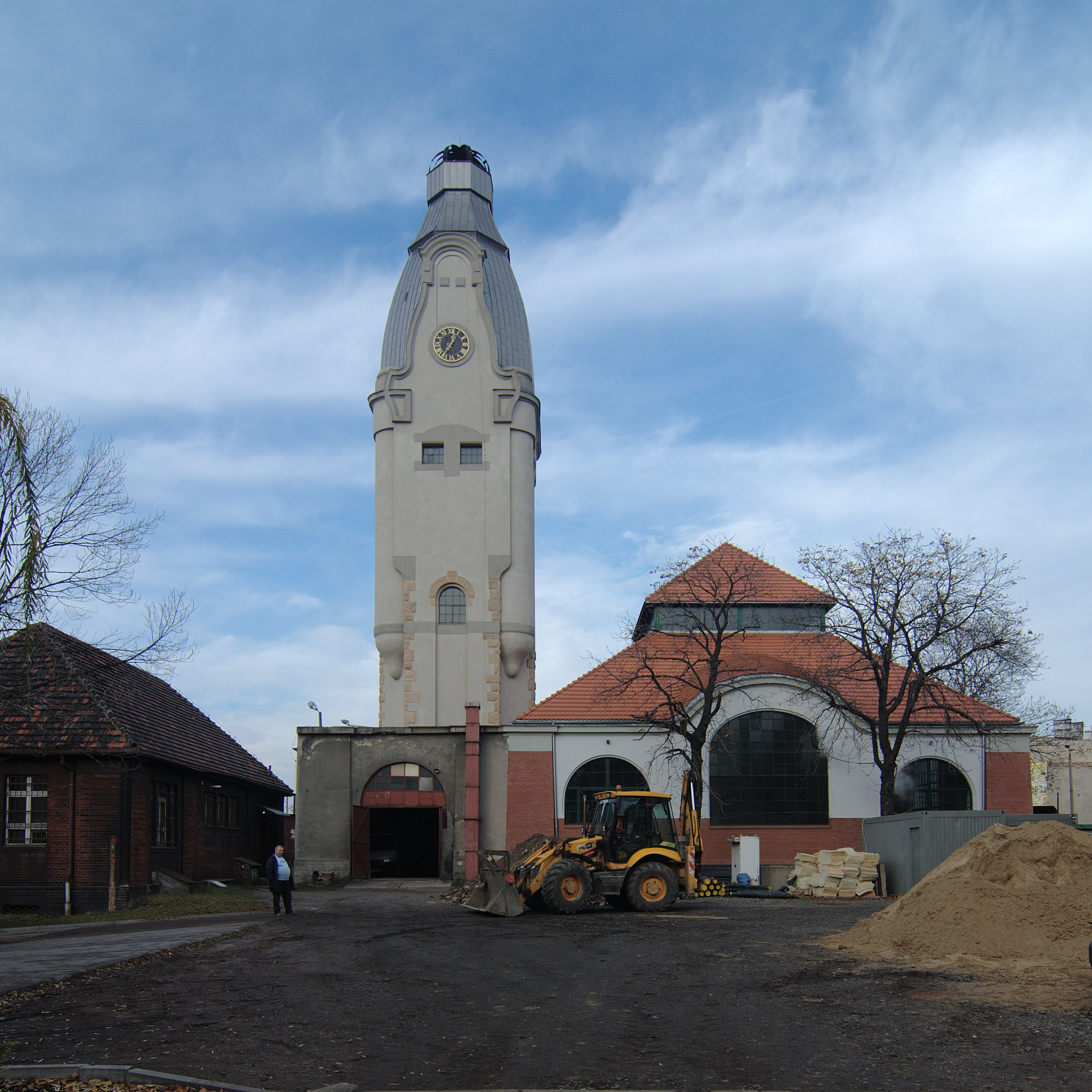
Wieża wodna szpitala im. dra Andrzeja Mielęckiego w 2012 roku

W 2. połowie XIX wieku składały się z trzech kolonii, były to:
- kolonia domu sypialnianego (niem. Schlafhauskolonie), mieszkali w niej pracownicy kopalni węgla kamiennego Piast (zob. Kopalnia Węgla Kamiennego Prezydent, położona w rejonie ulicy Kazimierza Pułaskiego w Chorzowie)[1]
- kolonia bankrucka (niem. Bankerottkolonie), położona w rejonie części ulicy Wolności[1]
- Wybłyszczowiec (niem. Grenzkolonie [pol. kolonia graniczna]), położona w rejonie ulic: Kozielskiej, Zabrskiej oraz części ulicy Strzelców Bytomskich[3].

Uchwałą Wydziału Powiatowego w Bytomiu z 9 listopada 1880 roku utworzono z wyżej wymienionych osad nową gminę Hajduki Nowe, co zatwierdził dekret cesarza Wilhelma I z 18 sierpnia 1882 roku, a urzędowa nazwa nowej jednostki została określona jako Neu-Heiduk. Gmina liczyła 45,602 ha obszaru dworskiego, który wcześniej należał do Górnych Hajduk oraz 6,526 ha ziem obwodu gminnego, całkowita powierzchnia wynosiła 0,853 492 km², była zamieszkana przez około 6,5 tys. osób.
22 czerwca 1922 w ogrodzie przy ulicy Janiny Omańkowskiej odsłonięto pomnik poległych powstańców śląskich z Nowych Hajduk (byli to: Engelbert Długosz, Augustyn Gnidikowicz, Ludwik Malik, Augustyn Rymiorz, Józef Smykała i Leon Szulc), który budowano od maja tegoż roku; wyryto na nim nazwiska poległych oraz zamurowano w nim tekst odezwy do społeczeństwa.
Zgodnie z ustawą (Dz. Ust. Śląsk. Nr. 13, poz. 24) z dniem 1 lipca 1934 gmina Nowe Hajduki stała się częścią miasta Królewskiej Huty, którą przemianowano na Chorzów i od tego czasu nazwa była coraz rzadziej używana. Nowe Hajduki otrzymały nazwę Chorzów IV. Rozwój zabudowy i dróg spowodował utratę widocznej odrębności, a w konsekwencji włączenie do dzielnicy Chorzów I (numer IV otrzymały Wielkie Hajduki, połączone z Chorzowem w 1939 roku).
W Nowych Hajdukach w 1888 roku urodził się Gerhard Wagner, Naczelny Lekarz Rzeszy Niemieckiej (Reichsärzteführer) w czasach III Rzeszy.